# University of the Incarnate Word
La University of the Incarnate Word è un'università privata di indirizzo cattolico con sede a San Antonio, nello stato americano del Texas.
La Incarnate Word School fu fondata nel 1881 dalle Suore di carità del Verbo Incarnato; prese il nome di Academy of the Incarnate Word nel 1909, quando iniziò a conferire i gradi accademici. Sorta come istituzione esclusivamente femminile, iniziò ad ammettere alunni maschi nel 1971.